# Vehicle de llançament

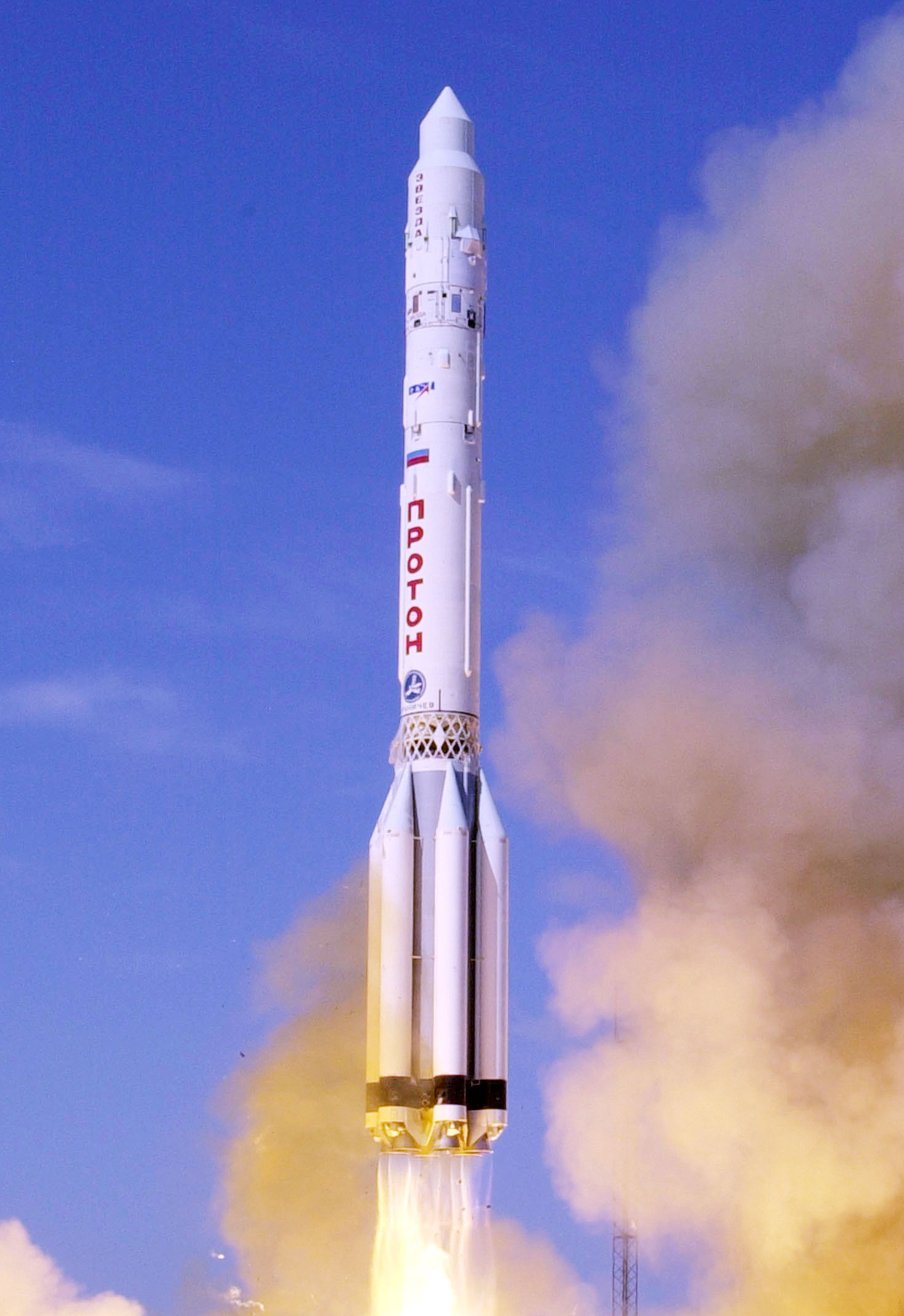
Coet Proton.

En l'astronàutica, un vehicle de llançament o coet de càrrega és un coet utilitzat per portar una càrrega útil de la superfície de la Terra a l'espai exterior. Un sistema de llançament inclou el vehicle de llançament, la plataforma de llançament i altres infraestructures. Normalment la càrrega útil és un satèl·lit artificial col·locat en òrbita, però alguns vols espacials són suborbitals mentre altres permeten al vehicle espacial escapar-se enterament de la Terra. Un vehicle de llançament que porta la seva càrrega útil en una trajectòria suborbital s'anomena sovint un coet sonda.

## Tipus

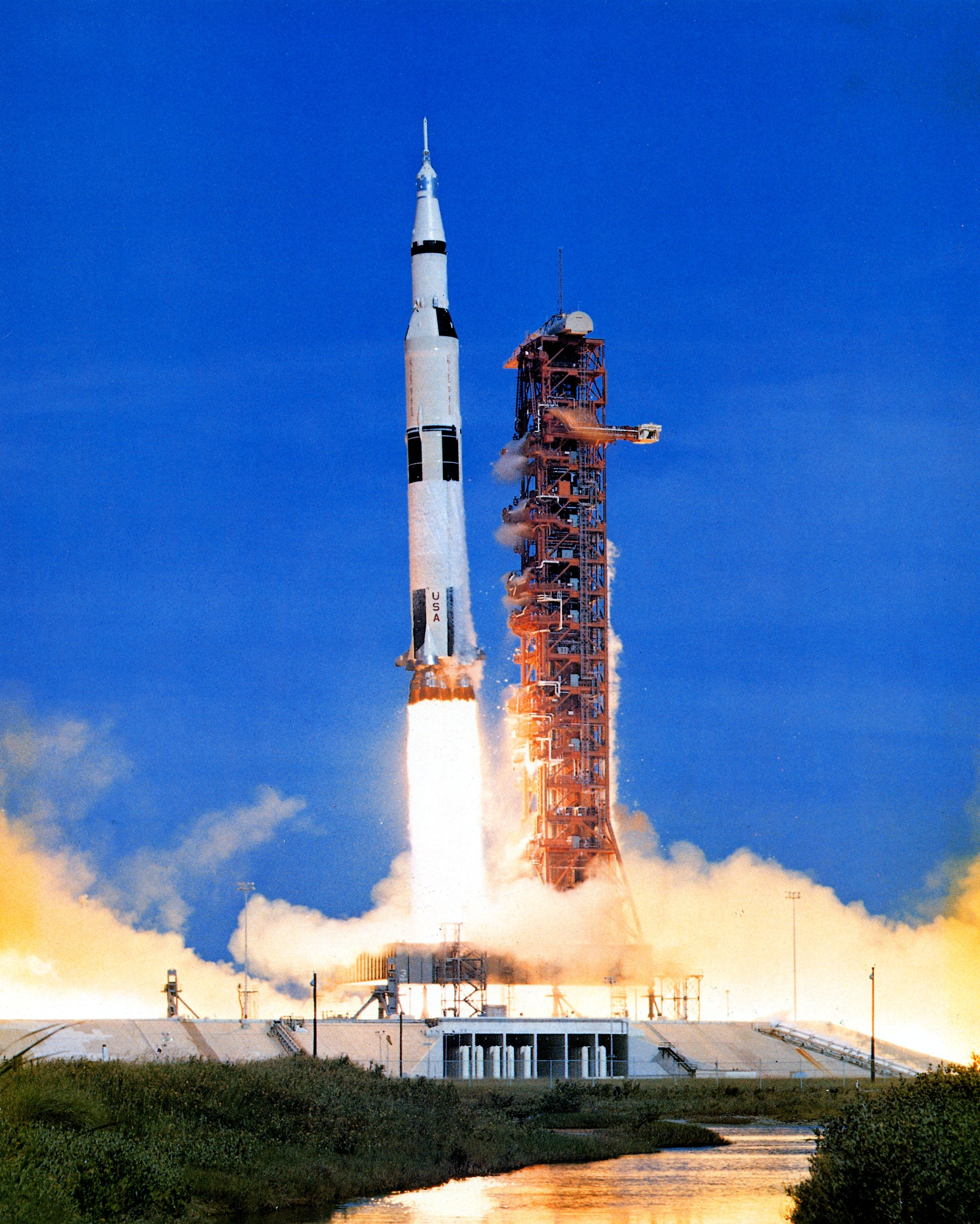
Un vehicle de llançament Saturn V envia la missió Apollo 15 a la Lluna.

Els vehicles de llançament d'un sol ús (ELV - Expendable Launch  Vehicles en anglès) es dissenyen per ser emprats una sola vegada. Generalment se separen de la seva càrrega útil i realitzen una reentrada atmosfèrica. D'altra banda, els vehicles de llançament reutilitzables (RLV - Reusable L aunch Vehicles) tenen la possibilitat de recuperar el sistema intacte una vegada hagi estat usat, i d'aquesta forma pot ser emprat en diversos llançaments, disminuint els costos d'elaboració.
El Transbordador Espacial va ser un vehicle de llançament que gran part dels components foren reutilitzats en múltiples vols espacials orbitals. SpaceX està desenvolupant un sistema de llançament de coets reutilitzables pels seus vehicles Falcon 9 i Falcon Heavy. En 2011 es va anunciar un disseny de segona generació de VTVL. El programa de proves de vol a baixa altura d'un vehicle de llançament de demostració tecnològica experimental va començar el 2012, que van continuar amb proves de vol a alta altitud amb vols comercials del Falcon 9 sobre un vaixell/plataforma autònoma en l'oceà Atlàntic. Les alternatives de llançament espacial sense coet encara estan en fases de disseny i teòrics, encara que se sap que algunes empreses estan desenvolupant plataformes de llançament reals, com l'empresa espanyola zero2infinity amb el rockoon "bloostar".
Els vehicles de llançament sovint es classifiquen per la quantitat de massa que poden portar a l'òrbita. Per exemple, un coet Proton pot aixecar 22.000 kg en òrbita terrestre baixa (LEO). Els vehicles de llançament també es caracteritzen pel seu nombre de trams. Coets amb un màxim de cinc trams s'han llançat amb èxit, i s'han realitzat dissenys per a diversos vehicles del tipus òrbita en un tram (single-stage-to-orbit o SSTO en anglès). A més, els vehicles de llançament són sovint acompanyats amb impulsadors (boosters en anglès) de reforç que subministren una alta empenta els primers minuts de llançament, normalment utilitzant altres motors. Els impulsors permeten que els motors restants ser més petits, reduint la massa dels trams posteriors i permetent càrregues útils més pesants.
Altres característiques dels vehicles de llançament són la nació o l'agència espacial i l'empresa o consorci de fabricació i posada en marxa del vehicle. Per exemple, l'Agència Espacial Europea és responsable de l'Ariane V, i United Launch Alliance fabrica i llança els coets Delta IV i Atlas V. Molts vehicles de llançament es consideren part d'una línia històrica de vehicles del mateix nom o similar; p.e., l'Atlas V és l'últim coet Atlas.

### Per plataforma de llançament
- Terrestre: port espacial i sitja de míssils fixa[6] (Strela) per a ICBMs transformats.
- Marítima: plataforma fixa (San Marco), plataforma mòbil (Sea Launch), submarí (Shtil', Volna) per a SLBMs.
- Aèria: aeronaus (Pegasus, Virgin Galactic LauncherOne, Stratolaunch Systems), globus (Bloostar de Zero2infinity, ARCASPACE), JP Aerospace Orbital Ascender, proposta d'un port espacial flotant permanent.

### Per mida
Els vehicles de llançament es caracteritzen per la quantitat de càrrega útil que són capaços d'elevar a una òrbita donada. Per exemple, un coet Proton té una capacitat de llançament de 30.000 kg a una òrbita baixa terrestre (LEO). Hi ha moltes maneres de classificar les mides dels vehicles de llançament. L'agència espacial civil dels Estats Units, la NASA, utilitza un esquema de classificació
 que va ser articulada per la Comissió Augustine creada per revisar els plans per a la substitució del Transbordador Espacial:
- Un coet sonda, utilitzat per estudiar l'atmosfera o realitzar breus experiments, només és capaç del vol suborbital i no pot arribar a l'òrbita.
- Un vehicle de llançament lleuger és capaç d'aixecar fins a 2.000 kg de càrrega útil en òrbita terrestre baixa (LEO).[7]
- Un vehicle de llançament mitjà és capaç d'aixecar entre 2.000 i 20.000 kg de càrrega útil en LEO.[7]
- Un vehicle de llançament pesant és capaç d'aixecar entre 20.000 i 50.000 kg de càrrega útil en LEO.[7]
- Un vehicle de llançament superpesant és capaç d'aixecar més de 50.000 kg de càrrega útil en LEO.[7][8]

El proveïdor de serveis de llançament a Europa, Arianespace, també utilitza la designació "pesant" pel seu vehicle de llançament Ariane 5 superior a 20.000 kg a LEO
i "mitjà" per la seva gamma de vehicles de llançament que aixequen entre 2.000 i 20.000 kg a LEO, incloent el Soiuz ST de Starsem/Arianespace
i les seves versions anteriors el 1999 de l'Ariane 5. Es refereixen al seu vehicle de llançament Vega de 1.500 kg a LEO com a "lleuger".

### Suborbital
Els llançadors suborbitals no són capaços de prendre les seves càrregues útils a la velocitat horitzontal mínim necessària per assolir l'òrbita terrestre baixa amb un perigeu inferior al radi mitjà de la Terra, que es tracta a velocitat de 7.800 m/s.
Els coets sonda han estat utilitzats durant breus experiments espacials de microgravetat no tripulats de baix cost. El primer programa de vols espacials tripulats dels Estats Units, el Projecte Mercury, va utilitzar un sol tram derivada de la família de coets Redstone per enlairar els seus dos primers astronautes, Alan Shephard i Gus Grissom en vols suborbitals, abans d'enviar astronautes en òrbita en els vols posteriors. Els actuals vehicles de llançament suborbital tripulats, inclouen l'SpaceShipOne i l'SpaceShipTwo, entre d'altres (vegeu turisme espacial).

### Orbital

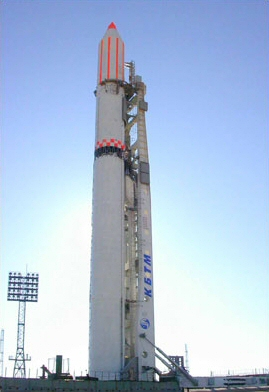
LV Zenit-2 ucraïnès preparat per al llançament.

El delta-v necessari per al llançament orbital des de la superfície de la Terra és més gran que la velocitat mínima orbital; almenys 9.300 m/s, a causa de la resistència aerodinàmica, (determinat pel coeficient balístic), així com les pèrdues de gravetat, i l'energia potencial necessària si es desitja una major altitud. 
Reduint al mínim la resistència de l'aire requereix un coeficient balístic raonablement alt, una relació de longitud al diàmetre més gran que deu. Això es tradueix generalment en un vehicle de llançament que és almenys 20 m de llarg. En sortir de l'atmosfera tan aviat en el vol com sigui possible proporciona una pèrdua de velocitat a causa de la resistència de l'aire del voltant de 300 m/s.
El càlcul de la delta-v total per al llançament és complexa, i en gairebé tots els casos s'utilitza integració numèrica; afegint diversos valors de delta-v proporciona un resultat pessimista, ja que el coet pot empènyer mentre en un angle determinat per tal d'aconseguir l'òrbita, amb el consegüent estalvi de combustible, ja que pot guanyar alçada i la velocitat horitzontal simultàniament.

### Translunar i interplanetari
Per a una nau espacial amb l'objectiu d'arribar a la Lluna, la velocitat d'escapament de la Terra de 11.200 m/s no es requerit, però una velocitat propera col·loca la nau en una òrbita de la Terra amb un apogeu prou alt que, si s'inicia en el moment correcte, se l'emporta a un punt on la gravetat de la Lluna pot capturar-lo.
El vol interplanetari requereix una velocitat d'escapament superior; és l'excés de velocitat o bé la suma a la velocitat orbital de la Terra al voltant del Sol per poder arribar als planetes exteriors o asteroides, o restant-la per arribar a Venus o Mercuri, depenent de la direcció en la qual s'arriba a la velocitat terminal.
Els vehicles de llançament de mida suficient són capaços de llançar càrregues útils més petites que la seva capacitat orbital, a la Lluna o més enllà. Els vols interplanetaris o translunars es llancen comunament amb el tram final del vehicle en una òrbita d'estacionament temporal, per permetre la comprovació de la nau espacial, i un control més precís de la maniobra d'injecció final, en lloc de ser llançat directament a la velocitat terminal.

## Muntatge
Cada tram individual d'un coet generalment es munta en el seu lloc de fabricació i enviat a la base de llançament; aquí el terme muntatge de vehicles es refereix a la unió de tram(s) de coet amb la càrrega útil/nau espacial en un únic conjunt conegut com a vehicle espacial. Els vehicles d'un sol tram (com els coets sonda), i els vehicles multitram més petits, en general poden ser muntats verticalment, directament a la plataforma de llançament aixecant cada tram i la nau espacial de forma seqüencial en el seu lloc mitjançant una grua.
Això generalment no és pràctic per a grans vehicles espacials, els quals s'acoblen fora de la plataforma i es traslladen a la zona de llançament a través de diversos mètodes. El vehicle d'allunatge tripulat Apollo/Saturn V de la NASA, i el Transbordador Espacial, van ser muntats verticalment sobre plataformes mòbils amb torres umbilicals de llançament connectades, en el Vehicle Assembly Building, i després un transportador d'erugues especial trasllada tot el conjunt de vehicle a la plataforma de llançament en una posició vertical.
A diferència, els vehicles com ara el coet Soiuz rus i el Falcon 9 de SpaceX són muntats horitzontalment en un hangar de processament, transportats en forma horitzontal i després moguts en posició vertical a la plataforma.

## Terme relacionat
De l'anglès, s'utilitzava el mot carrier rocket (en català coet transportador), que també es diu ocasionalment al Regne Unit.

## Regulació
Les operacions dels vehicles de llançament estan regulades sota lleis internacionals, segons les lleis nacionals del territori on es produeixi el llançament i han de cobrir en qualsevol cas els danys materials i humans que es produïssin per l'error o reentrada atmosfèrica del vehicle de llançament. A causa d'això alguns països requereixen que els constructors de coets s'adhereixin a regulacions específiques per tal d'indemnitzar i protegir la gent i a les propietats, augmentant la seguretat dels vols.
Als Estats Units, qualsevol llançament de coet no classificat com a amateur, i a més no és del govern ha de ser aprovat per l'Office of Commercial Space Transportation (FAA/AST) de la Federal Aviation Administration, ubicada a Washington, DC.